# Maigret à l'école
Maigret à l'école est un roman policier de Georges Simenon, publié en 1954 aux Presses de la Cité. Il fait partie de la série des Maigret. 
L'écriture de ce roman s'est déroulée du 1er au 8 décembre 1953 dans sa propriété de Shadow Rock Farm, à Lakeville (Connecticut), États-Unis, soit à quelque  5 500 km de la Charente-Maritime où se déroule l'action. Le récit se déroule dans les années 1950, l'enquête dure trois jours et se déroule au printemps. Le récit se déroule à Paris (quai des Orfèvres), et à Saint-André-sur-Mer, village fictif que Simenon situe au nord-ouest de La Rochelle.

## Personnages
- Léonie Birard : la victime, receveuse des postes retraitée, célibataire, 66 ans.
- Marcel Sellier, Jean-Paul Gastin et Joseph Rateau : collégiens d'une douzaine d'années.
- Joseph Gastin : instituteur et secrétaire de mairie, marié, un fils.
- Marcellin Rateau : boucher, un fils.
- Daniélou : lieutenant de gendarmerie.

## Résumé
Un instituteur de Charente-Maritime s'enfuit à Paris pour demander la protection de Maigret : on l'accuse à tort d'avoir tué Léonie Birard, la bête noire d'un petit village de trois-cent-vingt habitants au nom fictif de Saint-André-sur-Mer situé à une quinzaine de kilomètre au nord-ouest de La Rochelle. 
Maigret, qui n'avait pas pris de vacances depuis plus d'un an, décide de prendre un congé de quelques jours et de raccompagner Joseph Gastin qui, arrivé à La Rochelle, est, comme prévu, placé sous mandat d'arrêt, tandis que le commissaire s'installe dans le seul café-hôtel à Saint-André-sur-Mer. 
Léonie Birard a été tuée d'une balle de carabine, alors qu'elle se tenait dans sa maison proche de l'école à un moment où l'instituteur avait quitté sa classe pour passer un instant à la mairie. 
Si la vieille femme est détestée de tous les habitants qu'elle menaçait et abreuvait d'injures, le maître d'école, lui, venu de Courbevoie où sa femme avait eu une aventure connue de tous, n'a pas du tout été adopté par le village car, en tant que secrétaire de la mairie, il refuse les petits passe-droits et arrangements que lui demandent souvent les habitants. Or la suspicion qui a provoqué son incarcération provient d'un de ses élèves, Marcel Sellier, un garçon sérieux dont le témoignage, récusé par le fils même de l'instituteur, se révélera controuvé. Les principaux témoins sont les enfants.
- Dénouement et révélations finales

Aidé par ses propres souvenirs d'enfance, par son empathie et par des interrogatoires précis, Maigret découvre que Marcel n'a menti que pour couvrir son ami Joseph Rateau qui — plâtré abusivement pour que ses parents puissent continuer à toucher des indemnités d'assurance à la suite d'un accident  — reste dans sa chambre, d'où il a vue sur la maison de Léonie Birard et il s'amuse parfois avec sa carabine 22 long rifle. 
Joseph s'accuse, mais Maigret n'est pas dupe. En vérité c'est le père, Marcellin Rateau, excédé par les grimaces et les insultes de la vieille à sa fenêtre, qui a tiré dans sa direction. Un homme besogneux, alcoolique au dernier degré, incapable de viser juste : on aura sûrement beaucoup de clémence pour lui.

## Autour du roman
Les recherches de Maigret (en liaison avec l’enquête officielle) se déroulent dans l’atmosphère des petits villages où tout le monde se connaît et où l’on devient facilement hostile à l’étranger du village et, spécialement si celui-ci vient de la région parisienne : « s’il faut trouver un coupable, autant que ce soit lui ». Des souvenirs de l’enfance campagnarde de Maigret se mêlent à sa déception d’arriver au "pays des parcs à huîtres" à la saison de la morte-eau, ce qui signifie qu'il n'y a pas d'huîtres à déguster. Dès le coupable trouvé, il préfère revenir illico à Paris pour y retrouver "Mme Maigret, le boulevard Richard-Lenoir et les grands boulevards éclairés où il la conduira, dès le premier soir, à leur cinéma habituel".
Maigret a reconnu la servante du café-hôtel où il est descendu : c'est une ancienne prostituée à Paris, mais il ne fera pas allusion de son ancienne activité, ce qui est cohérent avec l'attitude conciliante qu'il a toujours pour ce type de femme. 

## Éditions
- Prépublication dans l'hebdomadaire Le Moustique, n° 1464-1469 du 14 février au 21 mars 1954 avec des illustrations de Gérald Forton
- Édition originale : Presses de la Cité, 1954
- Tout Simenon, tome 7, Omnibus, 2002  (ISBN 978-2-258-06048-7)
- Livre de Poche n° 14246, 2003  (ISBN 978-2-253-14246-1)
- Tout Maigret, tome 6, Omnibus,  2019  (ISBN 978-2-258-15047-8)

## Adaptations
- Sous le titre The Liars, téléfilm anglais de Rudolph Cartier, avec Rupert Davies dans le rôle du Commissaire Maigret, diffusé en 1961.
- Maigret à l'école, téléfilm français de Claude Barma, avec Jean Richard, diffusé en 1971.
- Sous le titre Maigret Goes To School,, téléfilm anglais de James Cellan Jones, avec Michael Gambon, diffusé en 1992.
- Maigret à l'école, téléfilm français d'Yves de Chalonge, avec Bruno Cremer et Jean-Claude Dreyfus, diffusé en 2002.

## Source bibliographique
- Maurice Piron, Michel Lemoine, L'Univers de Simenon, guide des romans et nouvelles (1931-1972) de Georges Simenon, Presses de la Cité, 1983, p. 342-343  (ISBN 978-2-258-01152-6)